# Nage (Ethnie)

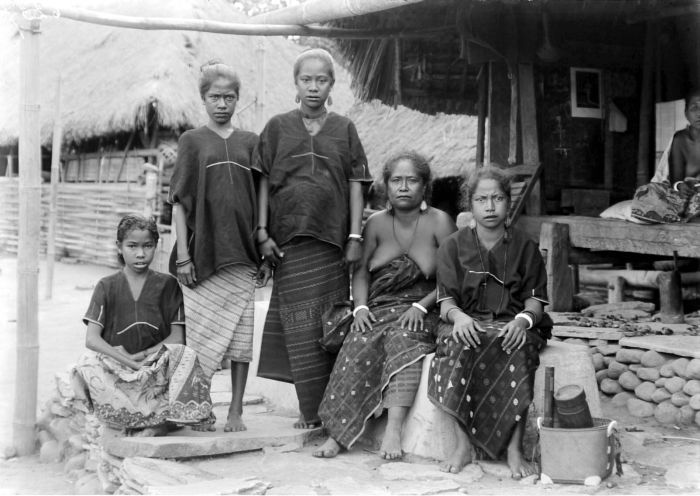
Ehefrau und Töchter von Raga Noli, dem Raja (König) eines Nagedorfes, im Bezirk Ngada der Provinz Nusa Tenggara Timur

Die Nage sind eine indigene Ethnie, die auf der ostindonesischen Insel Flores und Timor lebt. Sie stammen von der indigenen Bevölkerung von Flores ab und werden weitgehend von der Nachbarbevölkerung assimiliert. Sie sprechen Nage, eine der Hauptsprachen der austronesischen Sprachen, sowie Indonesisch und besteht aus ca. 74.000 Menschen. Mehrheitlich gehören die Nage dem römisch-katholischen Christentum an, sowie auch dem Islam und ihrem eigenen Volkstum.

## Landwirtschaft
Die Nage bauen hauptsächlich Pflanzenknollen, Reis und Mais auf durch Brandrodung gewonnenen Flächen und betätigen sich als Jäger und Sammler. Bis in die Mitte des 20. Jahrhunderts war der gemeinschaftliche Landbesitz mit Beteiligung von Großfamilien vorzufinden. Sie leben in haufendorfartigen Siedlungen, die an den Hängen der Berge liegen und von Steinmauern umgeben sind. Die Häuser sind rechteckig aufgestapelt und durch eine offene Galerie zu einem einzigen Komplex verbunden, der für den gemeinsamen Wohnsitz mehrerer Großfamilien bestimmt ist. Die Häuser sind rechteckig angeordnet und durch eine offene Galerie zu einem einzigen Komplex verbunden, der als gemeinsame Unterkunft mehrerer Großfamilien gedacht ist.

## Lebensweise
Die Kleidung der Nage besteht aus Lendenschurz und Rock (kain). Frauen legen ihn über der Brust an, Männer um die Taille. Die Nage ernähren sich überwiegend aus pflanzlichen Lebensmitteln (z. B. gekochte Grütze und Knollen mit scharfen Gewürzen), während Fleisch nur an Feiertagen gegessen wird. Agrarismus-Bräuche haben überlebt und werden immer noch praktiziert. Vor Beginn der Feldbestellung und der Aussaat werden am ersten Neumond Riten zur Reinigung des Feldes und der Reiskörner durchgeführt.

## Studien
1940 erstellte der niederländische Kolonialbeamte Louis Fontijne eine Studie mit dem Titel Grondvoogden in Kelimado (Bodenwächter in Kelimado); Kelimado ist ein Desa im Distrikt Boawae im Bezirk Nagekeo von Zentralflores. Die Studie wurde als Untersuchung der Vorstellungen der Eingeborenen über Landbesitz und Bräuche im Zusammenhang mit dem Land in Auftrag gegeben, und war die einzige umfassende Beschreibung der Gesellschaft und Kultur der Nage, die während der Kolonialzeit erstellt wurde. 1951 überarbeitete Fontijne den Bericht nochmals.
Im Oktober 1983 bekundete der Anthropologe Gregory Forth Interesse an dem Stamm, bereiste die Insel und suchte eine Kopie von Fontijnes vollständiger Studie, welcher er 1993 im KITLV in Leiden fand.
Forth vermutete eine mögliche Verbindung zwischen den lokalen Geschichten über den Ebu Gogo, einer Kreatur der Nage-Mythologie, und der Entdeckung des Homo floresiensis, einer ausgestorbenen Hominidenart, was zu einem erneuten Interesse an dem Stamm führte.